# 38 Pułk Piechoty (austro-węgierski)

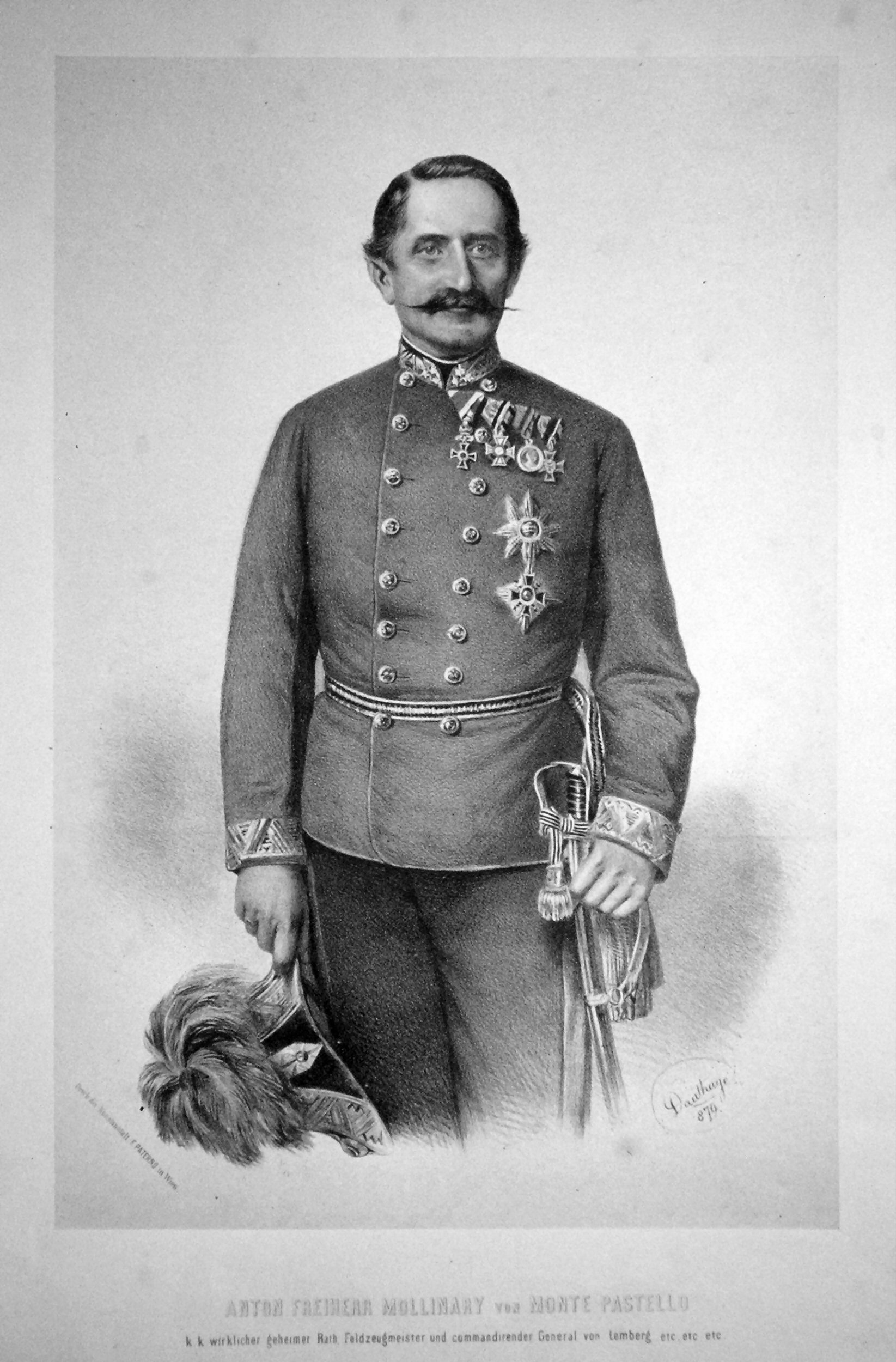
Szef pułku FZM Anton Mollinary von Monte Pastello

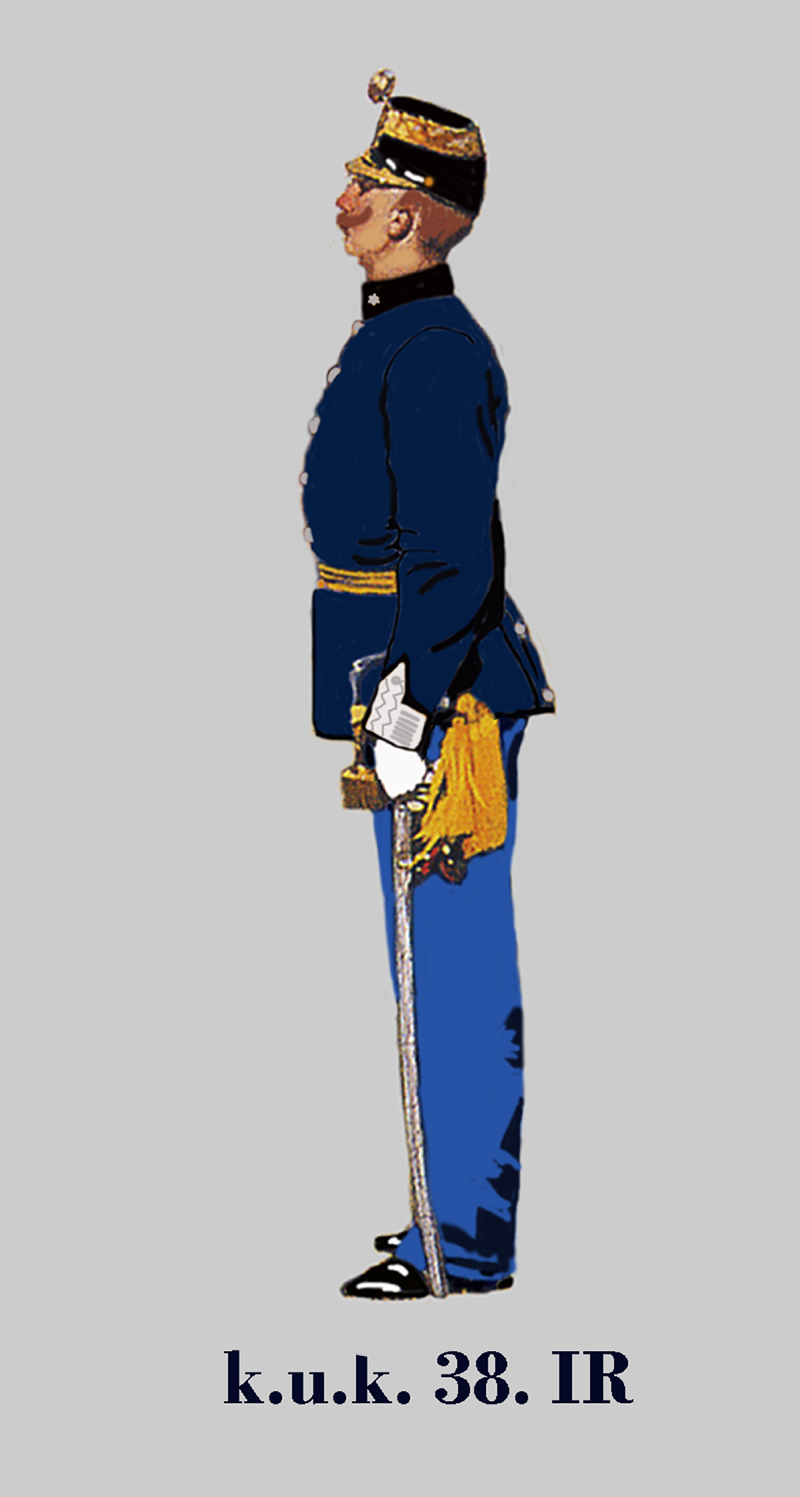
Porucznik IR. Nr. 38 w mundurze galowym

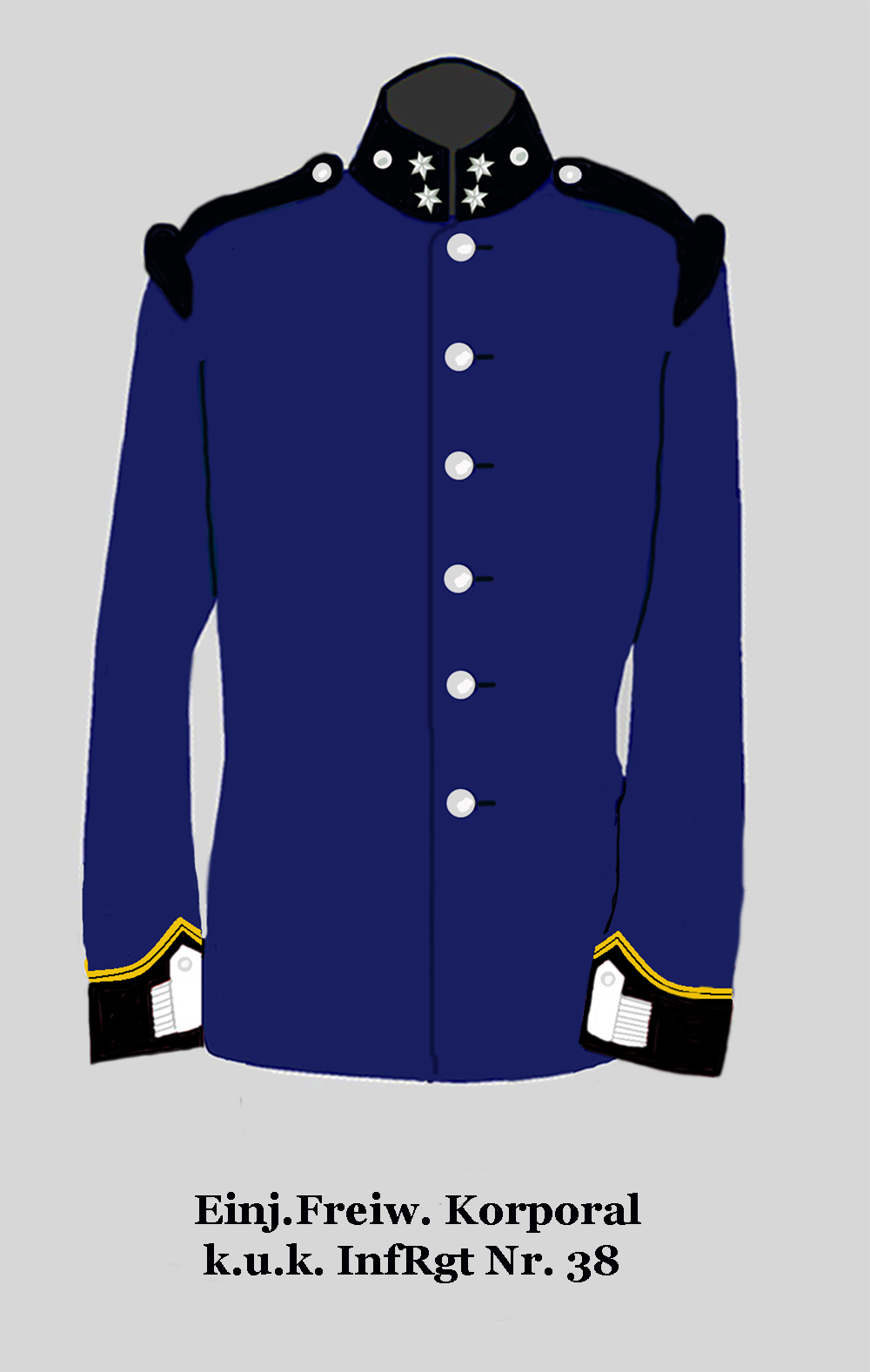
Kurtka munduru jednorocznego ochotnika kaprala IR. Nr. 38

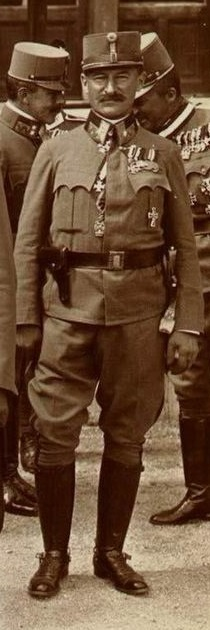
FML Géza Lukachich von Somorja

Węgierski Pułk Piechoty Nr 38 (IR. Nr. 38) – pułk piechoty cesarskiej i królewskiej Armii. 

## Historia pułku
Pułk kontynuował tradycje pułku utworzonego w 1814. 
Okręg uzupełnień nr 38 Kecskemét na terytorium 4 Korpusu.
Swoje święto pułk obchodził 19 sierpnia, w rocznicę zajęcia Sarajewa (zob. Okupacja Bośni i Hercegowiny przez Austro-Węgry).
Kolejnymi szafami pułku byli:
- FZM Anton Mollinary von Monte Pastello (1867 – †26 X 1904),
- król Hiszpanii Alfons XIII Burbon (od 1905)[1].

Kolory pułkowe: czarny, guziki srebrne. 
Skład narodowościowy w 1914 roku 97% – Węgrzy.
W 1873 sztab pułku stacjonował w Peszcie, komenda uzupełnień oraz batalion zapasowy w Kecskemét.
W latach 1902–1903 pułku (bez 2. batalionu) stacjonował w Sarajewie, w okręgu 15 Korpusu i wchodził w skład 2 Brygady Piechoty należącej do 1 Dywizji Piechoty. Natomiast 2. batalion pozostawał w Kecskemét i był podporządkowany komendantowi 64 Brygady Piechoty w Budapeszcie.
W 1904 pułk (sztab oraz 1., 2. i 3. bataliony) został przeniesiony do Budapesztu, natomiast w Kecskemét dyslokowano 4. batalion. Cały pułk wszedł w skład 63 Brygady Piechoty należącej do 32 Dywizji Piechoty. W 1906 do twierdzy Bileća został detaszowany 3. batalion i włączony w skład 6 Brygady Górskiej należącej do 18 Dywizji Piechoty.
W 1914 roku komenda pułku razem z 1. i 2. batalionem stacjonowała w Budapeszcie, 4. batalion w Kecskemét, natomiast 3. batalion był detaszowany na terytorium 16 Korpusu w twierdzy Bileća. Pułk (bez 3. batalionu) wchodził w skład 63 Brygady Piechoty, natomiast detaszowany 3. batalion był podporządkowany komendantowi 6 Brygady Górskiej należącej do 18 Dywizji Piechoty.

## Żołnierze pułku
Komendanci pułku
- płk Joseph Krautwald von Annau (1873)
- płk August von Gaál (do 1903[11] → komendant 3 Brygady Górskiej, generał major[12])
- płk Simon Vogel[a] (1903[14]–1908 → pozostawiony w pułku[15])
- płk Karl Leitschaft von Harasztos (1908[16]–1912 → komendant 67 Brygady Piechoty[17])
- płk Géza Lukachich von Somorja(inne języki) (1912[18]–1914 → komendant 2 Brygady Górskiej)
- płk Franz Kofron[b] (od 1914)

Oficerowie
- starszy lekarz rezerwy Władysław Schmidt[c]